# Антонав
Антона́в (фр. Antonaves, окс. Antonavas) — коммуна на юго-востоке Франции, регион Прованс — Альпы — Лазурный Берег, департамент — Верхние Альпы, округ — Гап. Входит в состав кантона Рибьер.
Код INSEE коммуны — 05005.

## Население
Население коммуны в 2008 году составляло 179 человек.
| 1962 | 1968 | 1975 | 1982 | 1990 | 1999 | 2008 |
| ---- | ---- | ---- | ---- | ---- | ---- | ---- |
| 60   | 62   | 70   | 101  | 126  | 158  | 179  |

## Экономика
В 2007 году среди 100 человек в трудоспособном возрасте (15—64 лет) 73 были экономически активными, 27 — неактивными (показатель активности — 73,0 %, в 1999 году было 67,0 %). Из 73 активных работали 67 человек (36 мужчин и 31 женщина), безработных было 6 (2 мужчин и 4 женщины). Среди 27 неактивных 10 человек были учениками или студентами, 12 — пенсионерами, 5 были неактивными по другим причинам.

## Достопримечательности
- Колокольня церкви Сен-Пьер-о-Льен
- Солнечные часы (2001)
- Часовня Сент-Этроп
- Средневековый мост